# Endemický kretenismus

Postižení nedostatkem jódu na 100 000 obyvatel podle ukazatele DALY (Disability-adjusted life year) v roce 2002.

Endemický kretenismus je vývojová porucha způsobená vrozenou hypothyreózou. Jednou z příčin může být nedostatek jódu ve stravě matky během těhotenství, ale i nedostatečná funkce štítné žlázy matky z jiného důvodu. Výraz pochází z francouzského slova crétin, tj. „slabomyslný“.
Kromě obvyklých projevů kretenismu, včetně malého vzrůstu a snížené inteligence, jsou pro endemický kretenismus typické též hluchoněmost, svalová ztuhlost a problémy s motorikou. Již lehký nedostatek jódu může způsobit snížení inteligenčního kvocientu o 5 stupňů. Rozvoji choroby lze zabránit včasnou léčbou spočívající v podávání jódu nebo hormonů štítné žlázy, což obvykle vede k obnovení běžného fyzického vývoje. Pokud se však s léčbou začne až několik týdnů po narození, mentální retardace se stane nevratnou.
Choroba zasahuje lidi po celém světě a v mnoha zemích je významným zdravotním problémem. Jód je nezbytným prvkem stravy, nutným pro vytváření hormonů štítné žlázy. Ačkoliv bývá obsažen v mnoha potravinách, nemusí ho vždy být dostatečné množství v půdě, kde se daná potravina pěstuje. Hlavním přirozeným zdrojem jódu je mořská voda, ovšem na všech kontinentech existují od moře vzdálené vnitrozemské oblasti, kde půda dostatek jódu neobsahuje, takže následně ho je málo i v rostlinách a mase zvířat. Populace, které tyto oblasti obývají, jsou nejvíce vystaveny riziku chorob z nedostatku jódu, tedy i endemického kretenismu.
Nedostatek jódu může do různé míry negativně ovlivňovat fyzický i mentální vývoj postižených jedinců. Rovněž způsobuje postupné zvětšení štítné žlázy, též nazývané struma. V mnoha zemích je předmětem boje různých kampaní za veřejné zdraví, spočívajících v podávání jódu ohroženým lidem. Na území České republiky endemický kretenismus vymizel ve 20. letech 20. století. V současné době se zde jód přidává do kuchyňské soli, některých potravních doplňků a do kojenecké stravy.